# Modern strange cowboy
「modern strange cowboy」（モダン・ストレンジ・カウボーイ）は、GRANRODEOの11枚目のシングル。2009年7月29日にGloryHeavenから発売された。

## 解説
- 本作よりGloryHeavenレーベルでのリリースとなる。
- 「modern strange cowboy」は、テレビアニメ『NEEDLESS』の前期オープニングテーマとして使用された。
- カップリングのサマーGT09の数字は2009年発表にちなんでいる。そのためライブで歌う場合には年数によって数字が変わっていく。

## 批評
CDジャーナルは、「疾走感溢れるロックチューン」と評した。

## 収録曲
（全作詞：谷山紀章／作曲・編曲：飯塚昌明）
1. modern strange cowboy [4:14]
2. サマーGT09 [5:35]
3. modern strange cowboy （OFF VOCAL）
4. サマーGT09 （OFF VOCAL）

## 収録アルバム
| 曲名                  | 収録アルバム                    | 備考           |
| --------------------- | ------------------------------- | -------------- |
| modern strange cowboy | BRUSH the SCAR LEMON            | 3rdアルバム    |
| サマーGT09            | GRANRODEO B‐side Collection "W" | ベストアルバム |

## カバー
modern strange cowboy
- FLOW - 2020年8月19日発売の『GRANRODEO Tribute Album "RODEO FREAK"』に収録。